# Reflation
 (octobre 2020).
Si vous disposez d'ouvrages ou d'articles de référence ou si vous connaissez des sites web de qualité traitant du thème abordé ici, merci de compléter l'article en donnant les références utiles à sa vérifiabilité et en les liant à la section « Notes et références ».
La reflation est l'acte de stimuler l'économie en augmentant la masse monétaire ou en réduisant les impôts, en cherchant à ramener l'économie (plus précisément le niveau des prix) à la tendance à long terme, après un creux dans le cycle économique. C'est le contraire de la désinflation, qui vise également à ramener l'économie à la tendance de long terme, mais par une baisse des prix.
La reflation, qui peut être considérée comme une forme d'inflation (augmentation du niveau des prix), est opposée à l'inflation (au sens strict) en ce sens que la "mauvaise" inflation est celle qui se situe au-dessus de la ligne de tendance à long terme, tandis que la reflation est une reprise du niveau des prix lorsqu'il est tombé en dessous de la ligne de tendance. Par exemple, si l'inflation avait été de 3 %, mais que pendant un an elle tombe à 0 %, l'année suivante il faudrait une inflation de 6 % (en fait 6,09 % en raison de la capitalisation) pour rattraper la tendance à long terme. Cette inflation plus élevée que la normale est considérée comme une reflation, puisqu'il s'agit d'un retour à la tendance, ne dépassant pas la tendance à long terme.
Cette distinction repose sur une théorie de la croissance économique où l'économie et le niveau des prix connaissent une croissance à long terme, ce qui est largement accepté en économie. Tout comme la désinflation est considérée comme un antidote acceptable à une inflation élevée, la reflation est considérée comme un antidote à la déflation (qui, contrairement à l'inflation, est considérée comme mauvaise quelle que soit son ampleur). 

## Politique
Il peut s'agir d'une politique économique dans le cadre de laquelle un gouvernement utilise des mesures de relance budgétaire ou monétaire afin d'accroître la production d'un pays. Cela peut être réalisé par des méthodes telles que la réduction des impôts, la modification de la masse monétaire ou même l'ajustement des taux d'intérêt.
À l'origine, il était utilisé pour décrire un redressement des prix à un niveau précédemment souhaitable après une chute causée par une récession. Aujourd'hui, elle décrit également (en plus de ce qui précède) la première phase de la reprise d'une économie qui commence à connaître une hausse des prix à la fin d'un marasme. Avec la hausse des prix, l'emploi, la production et les revenus augmentent également jusqu'à ce que l'économie atteigne le niveau du plein emploi. 